# География Тринидада и Тобаго

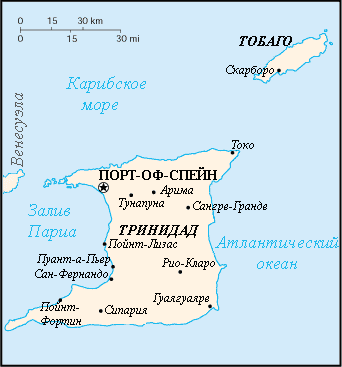
Карта Тринидада и Тобаго

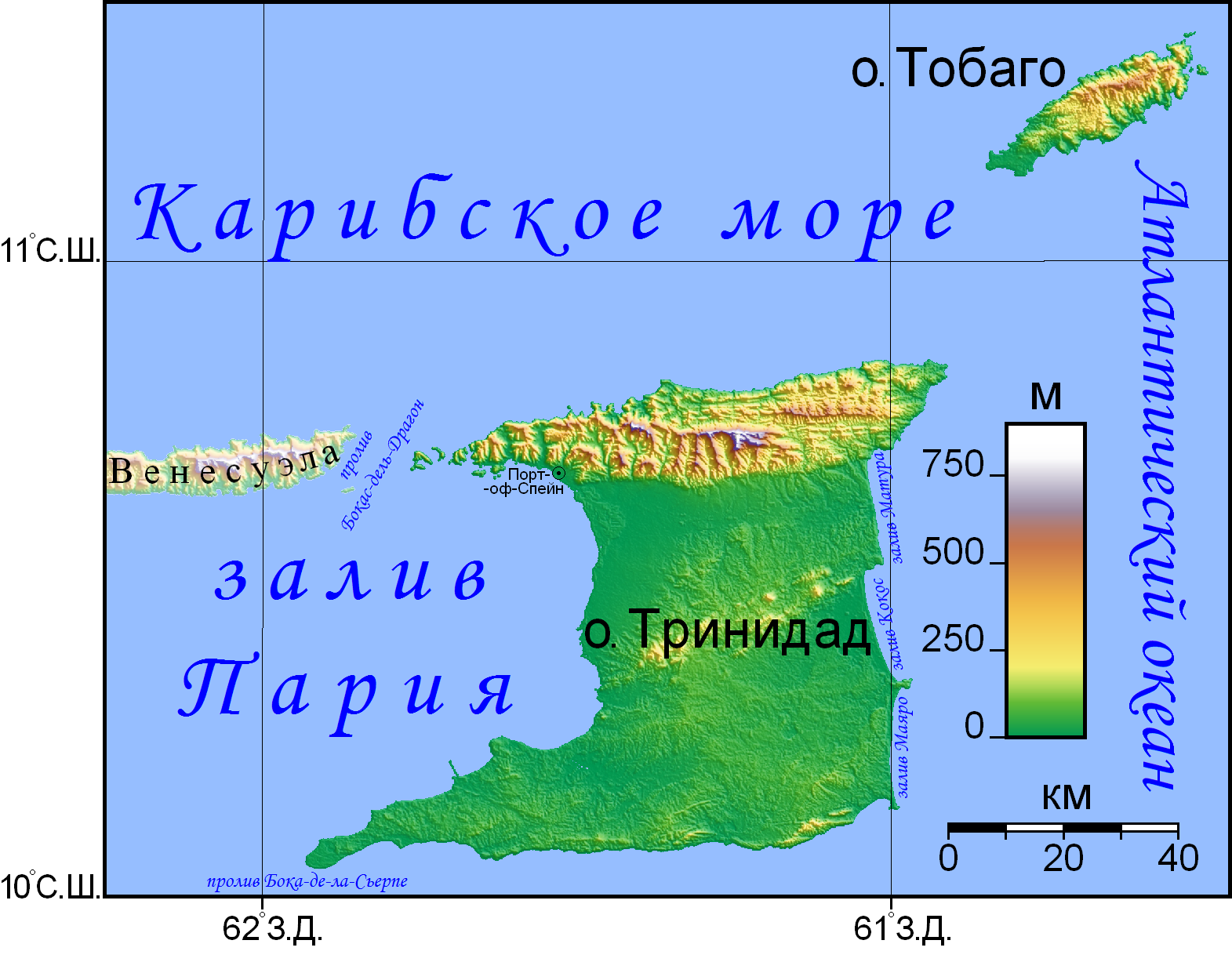
Рельеф Тринидада и Тобаго

Тринидад и Тобаго располагается на небольшом архипелаге в южной части Карибского региона, состоящем из 23 островов. Эти острова находятся на юго-западе региона, между Карибским морем и Атлантическим океаном недалеко от материковой части Южной Америки.
Общая площадь государства — 5 128 км². Крупнейшие острова — собственно Тринидад и Тобаго, размеры остальных незначительны.

## Общая информация
Остров Тринидад располагается в 10,6 километрах (7 милях) к северу от Венесуэлы и в 130 километрах южнее Гренады. Его площадь — 4 768 км², что составляет 93 % от площади всего государства. Длина острова — 80 км, ширина — 59 км. Имеет континентальное происхождение, в отличие от большинства островов, причисляемых к Антильским. Отделён от материка проливом Бокас-дель-Драгон, заливом Пария и проливом Бока-де-ла-Сьерпе. Берега расчленены слабо, на севере обрамлены коралловыми рифами, на юге — манграми. На Тринидаде преобладает низменная равнина, на востоке заболоченная. В центре острова и на юге его — два параллельных хребта, сложенных осадочными породами, высотой не более 325 м, протянувшихся с запада на восток. На севере находится горный хребет высотой до 940 м — продолжение Береговой Кордильеры Венесуэлы. В него входят, в частности горы Арипо (940 метров — самая высокая точка государства) и Эль-Тукуче (936 м). Между Северным и Центральным хребтами лежит равнина Корони. Вдоль южного побережья — грязевые вулканы. Крупнейшие реки — Ортойре (50 км длиной, впадает в Атлантический океан), Гуаракара и Карони (впадают в залив Пария).
Остров Тобаго значительно меньших размеров. Через осевую часть острова с юго-запада на северо-восток проходит горный хребет, высот которого доходит до 640 метров. Остров вулканического происхождения, однако действующих вулканов на нём нет. Береговая линия изрезанная.

## Климат
Климат субэкваториальный, жаркий и влажный. Формируется северо-восточными пассатами. Среднегодовая температура на Тринидаде — 26 °C, максимальная средняя — 34 °C. Относительная влажность воздуха в сезон дождей (с июня по декабрь) достигает в среднем 85 — 87 %, выпадает более 200 сантиметров осадков в год (в среднем — 211 см, в районе Северного хребта — до 381 см); в сезон дождей характерны кратковременные сильные ливни. Климат Тобаго немного прохладнее, но в целом совпадает с тринидадским. Среднегодовой уровень осадков здесь — около 250 см.
Год делится на два сезона — сезон дождей продолжается с июня по декабрь, сухой сезон — с января по май. Острова лежат к югу от зоны тропических циклонов, тем не менее, ураганы регулярно обрушиваются на страну. В 1963 году Тобаго пострадал от урагана «Флора», а в 1974 тропический шторм «Альма» затронул Тринидад.

## Полезные ископаемые
На Тринидаде находятся месторождения природного асфальта (озеро Пич-Лейк — крупнейший естественный резервуар асфальта в мире), нефти (на шельфе на юго-западе и юго-востоке) и природного газа. В районе города Сангре-Гранде расположены месторождения бурого угля и лигнита. На севере острова также имеются месторождения железной руды, гипса и известняка. На Тринидаде разведаны месторождения серы и диорита.

## Флора и фауна

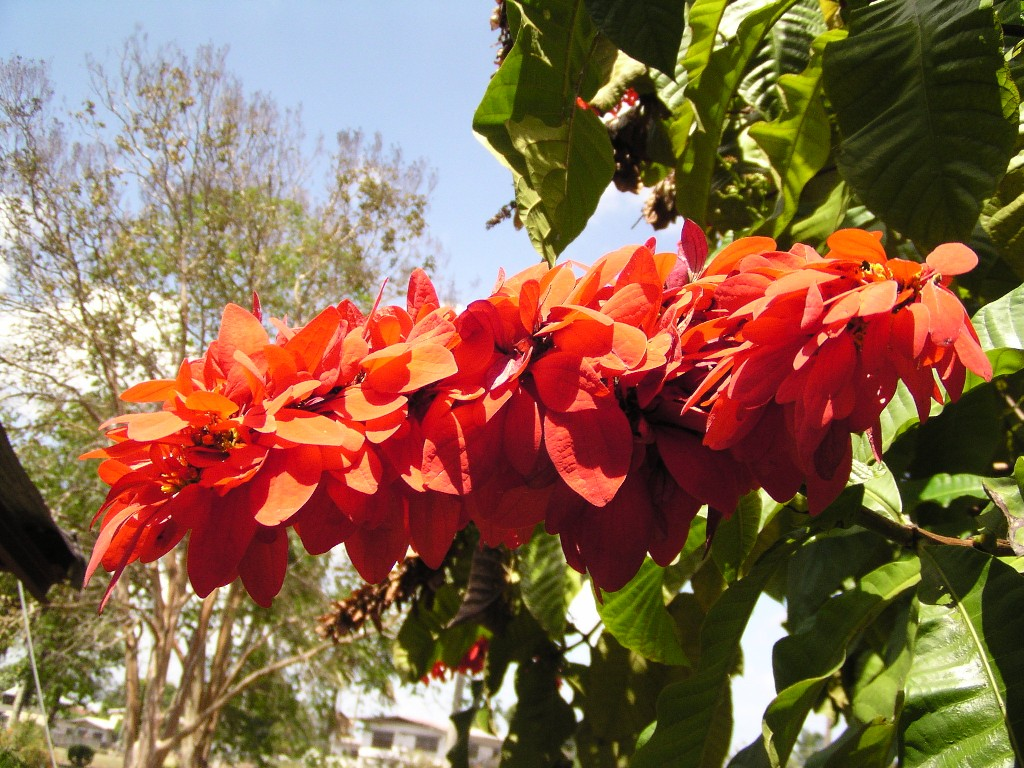
Warszewiczia coccinea, национальный цветок Тринидада и Тобаго.

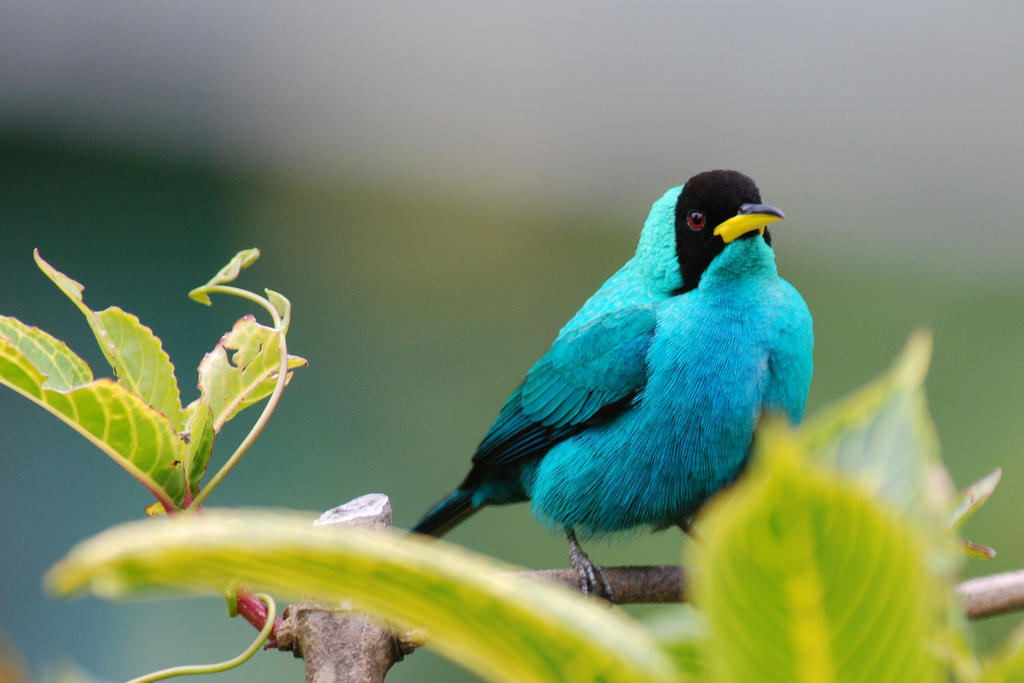
Chlorophanes spiza, птица, встречающаяся в Южной Америке и на Тринидаде.

Флора и фауна Тринидада и Тобаго по сравнению с соседними островами весьма разнообразна, что объясняется его континентальным происхождением. Преобладают вечнозелёные леса, в центре острова Тринидад и на подветренных северо-западных склонах — вторичная саванна и редколесья. Растения представлены как южноамериканскими видами, так и специфическими для Антильских островов. В лесах произрастает более 50 видов ценных древесных пород, в том числе цедрела, бальса (заячье дерево), сандаловое дерево, кипарис, ваниль помпона (V. pompona Schiede). Большие территории (особенно на равнинах и предгорьях центральных и западных районах Тринидада) занимают плантации какао и других культурных растений.
Тобаго входит в ареал Melocactus broadwayi, другие виды мелокактусов также распространены на островах. Также на Тринидаде произрастает редкая орхидея-бабочка (Oncidium papilio Ldl.), численность которой сокращается из-за коммерческого сбора.
Фауна имеет сходство с животным миром Южной Америки. На Тринидаде и Тобаго можно встретить красного ибиса (Eudocimus ruber), который является национальной птицей республики; кайманов, оцелотов (Leopardus pardalis), агути, игуан, опоссумов, капуцинов, а также более 40 видов колибри (колибри изображены и на гербе Тринидада и Тобаго). На Тобаго гнездятся многие виды птиц, например, карибская ласточка и белохвостый козодой. Большое разнообразие летучих мышей, встречаются представители семейств Furipteridae (дымчатые летучие мыши), Natalidae (Воронкоухие), Phyllostomidae (листоносы), Mormoopidae (подбородколистные). Эндемиком Тринидада является ящерица Proctoporus shrevei, единственный представитель рептилий, обладающий свойством биолюминисценции. Северный горный массив острова Тринидад — единственное место в мире, где встречается этот вид.
В республике охране дикой природы уделяется немалое внимание. Функционирует 17 резерватов и более 40 лесных заказников общей площадью 153 тысячи га. Рядом с юго-западной оконечностью Тобаго создан морской заповедник «Buccoo Reef».